# Megachile fuliginosa
Megachile fuliginosa är en biart som beskrevs av Heinrich Friese 1925. Megachile fuliginosa ingår i släktet tapetserarbin, och familjen buksamlarbin. Inga underarter finns listade i Catalogue of Life.